# Wicked One
Wicked One ist ein amerikanischer Pornofilm des Regisseurs Brad Armstrong aus dem Jahr 1995. Der Film wurde 1996 bei den AVN Awards in der Kategorie „Best Actress - Video“ ausgezeichnet.
Er wird als Pornofilm bzw. Hardcore-Thriller aus den 1990er Jahren bezeichnet und beinhaltet Facial-und Anal-Szenen.

## Handlung
Im Mittelpunkt des Films stehen Dr. Shannon Cyprus, eine Radiomoderatorin des Senders WKED, die sich auf sexuelle Beratung spezialisiert hat, und ihre obsessive Stalkerin Susan. Die Handlung spielt in den frühen 2000er Jahren und beginnt damit, dass Susan sich ungerecht behandelt fühlt, nachdem Shannon ihr angeblich den Freund ausgespannt hat. Entschlossen, sich zu rächen, begibt sich Susan auf eine Mission, um Shannons Leben zu stören.
In der Eröffnungsszene lässt sich Susan auf eine heiße Begegnung mit Michael ein, bei der sie ihren Enthusiasmus und ihre Fähigkeiten im Bett unter Beweis stellt. Diese erste Begegnung gibt den Ton für Susans Charakter an, wenn sie sich auf ihre sexuellen Eskapaden einlässt. Danach wird Shannon als kalte, professionelle Figur eingeführt, die Susans Hilferuf während ihrer Radiosendung abweist und damit ungewollt Susans Besessenheit anheizt.
Im weiteren Verlauf der Geschichte werden Susans Handlungen immer unberechenbarer. Sie tritt unter verschiedenen Namen auf,
schleicht sich in den Radiosender, um dort allein zu masturbieren und zeigt dabei eine dunkle Seite ihres Charakters. Der Film zeigt auch verschiedene sexuelle Begegnungen mit anderen Figuren, wie dem DJ Steve Stone und der Produzentin Melissa, die mit Susans Geschichte verwoben sind.
Auf dem Höhepunkt der Ereignisse heuert Susan die Prostituierte Channon an, die ihr bei der Ausführung ihrer Pläne hilft, was zu einer Reihe von anschaulichen Begegnungen führt, die Susans manipulative Natur unterstreichen. Die Spannung eskaliert, als Susan den Ehemann von Shannon und einen seiner Freunde zu einem wilden Dreier veranlasst und sich damit noch tiefer in die Welt sexueller Spiele verstrickt und die Grenzen von Wahn und Wirklichkeit verschwimmen, bei manchen Szenen ist nicht klar, ob Susan sie wirklich erlebt oder sie nur in ihrer Einbildung stattfinden.
Die letzte Konfrontation zwischen Susan und Shannon findet in einer Dusche statt, wo ihre Rivalität in einem aggressiven und erotischen Showdown gipfelt.
Susans Dominanz und Shannons anfängliche Angst verwandeln sich in eine intensive sexuelle Begegnung, die die Chemie zwischen den beiden Frauen und den dramatischen Höhepunkt des Films unterstreicht.
Insgesamt werden in der Handlung Themen wie Besessenheit, Rivalität und Sexualität miteinander verwoben, wobei Susans eskalierende Handlungen die Erzählung zu einem explosiven Ende treiben. Der Film erforscht schließlich die dunkleren Aspekte des Begehrens und wie weit man gehen kann, um Macht und Kontrolle in Beziehungen zu erlangen.

## Auszeichnungen
- 1996: AVN Award: „Best Actress - Video“ – Jenna Jameson in Wicked One[2]

## Wissenswertes
- Der Titelsong zu Beginn des Films wurde von Jenna Jameson selbst gesungen.
- Der Film belegt Platz 164 auf der Liste der „List for the 500 Greatest Adult films of All Time“[3] von AVN.